# Santianes (Oviedo)
Santianes es una parroquia y una localidad del municipio de Oviedo, Asturias (España). Limita al sur con la de Olloniego, al este con la de Agüeria, al oeste con la de Manzaneda y al norte de nuevo con las de Manzaneda y Agüeria. 
Tiene una población de 89 habitantes (INE 2005) e incluye a las siguientes entidades de población: Santianes.

## Economía

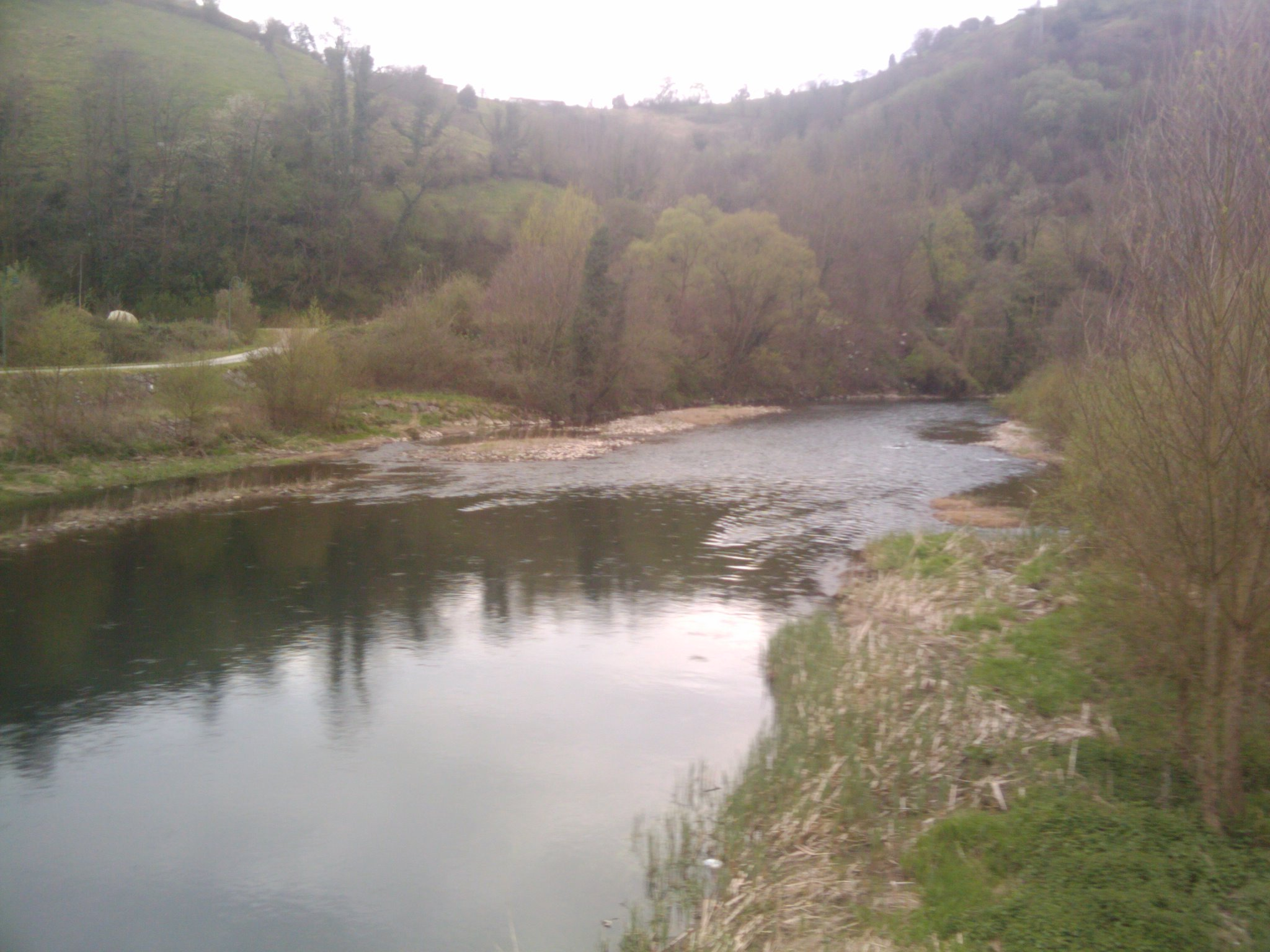
El río Nalón a su paso por Santianes.

Hasta aproximadamente el año 2000, la economía se basaba en pequeñas explotaciones familiares tanto agrícolas (faba, maíz, hierba, frutales) como ganadera (bovino y ovino) para lo que se aprovechaba la vega comprendida entre el núcleo poblacional y el río Nalón.
Posteriormente, se construyó en dicho terreno la primera fase del polígono industrial de Olloniego.

## Arte

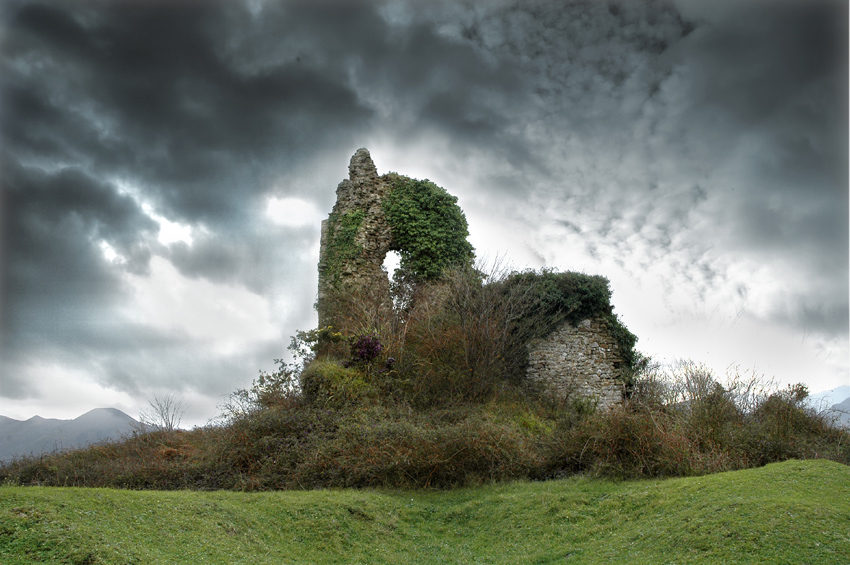
El "Picu Castiellu".

Destaca la iglesia parroquial dedicada a San Juan Bautista. Se trata de un pequeño edificio de estilo popular del siglo XVIII, nada pretencioso. En la fachada destaca la puerta adintelada de cantería y hojas de madera «fraseadas», el óculo y la espadaña de dos arcos. En el interior, una solitaria nave, dando cabida a un arco de triunfo apoyado en impostas. La cabecera pertenece a una anterior iglesia románica.
El origen de este lugar sagrado es anterior al siglo X, porque se tiene constancia de su donación a la basílica ovetense de San Salvador en los años 827 y 857; la altomedieval placa conmemorativa del lateral contiene un texto explicativo: el presbítero Pelayo, descendiente de García, remozó el templo con la colaboración vecinal y lo puso bajo la advocación de San Juan, santo del que la localidad recibe su nombre (del latín Sancti Johannis).
La iglesia se sitúa en la plaza principal a cuyo especial encanto contribuyen, además del citado templo, las paneras (hórreos) y un sauce. Desde esta plaza, se distribuyen el caserío, destacable por la variedad y pureza de muchas viviendas de la arquitectura popular en la zona central asturiana.
A mediados del año 2012, terminaron las obras de rehabilitación del edificio por parte de los propios vecinos con la participación del Ayuntamiento de Oviedo, así como el Arzobispado de Oviedo y otras entidades como la propia parroquia de Olloniego. 
En esta parroquia se encuentra además el Castillo de Tudela, también llamado "Picu Castiellu".

## Demografía
| Año       | 2000 | 2001 | 2002 | 2003 | 2004 | 2005 | 2006 | 2007 | 2008 | 2009 |
| Población | 86   | 85   | 85   | 91   | 91   | 89   | 92   | 92   | 89   | 87   |

| Año       | 2010 | 2011 | 2012 | 2013 | 2014 | 2015 | 2016 | 2017 | 2018 | 2019 |
| Población | 86   | 88   | 78   | 73   | 68   | 65   | 66   | 67   | 72   | 68   |

| Año       | 2020 | 2021 |
| Población | 66   | 66   |

## Fiestas
- Fiestas de San Juan, en junio.